# Stabyhoun
Stabyhoun nebo Stabij, známý také jako Fríský ohař, je nizozemské psí plemeno vyšlechtěné na začátku 19. století.

## Historie
Stabyhoun pochází z Nizozemska, kde byl vyšlechtěn v provincii Frísko, podle které je pojmenován. První verzí jeho vzniku je, že se na začátku 19. století křížili drentští koroptváři a francouzskými a německými španěly. Druhou verzí je ta, že byli do Nizozemska tito psi přivezeni při vpádu Španělů v 16. století. Jeho původním zaměřením mělo být nahánění a lov zvěře v těžko dostupném terénu, zde se ale neosvědčil a populace těchto psů se velmi snížila. Nadále byli využívání jen jako lovci krys a jiné škodné. Dnes je chován již jen jako společník.

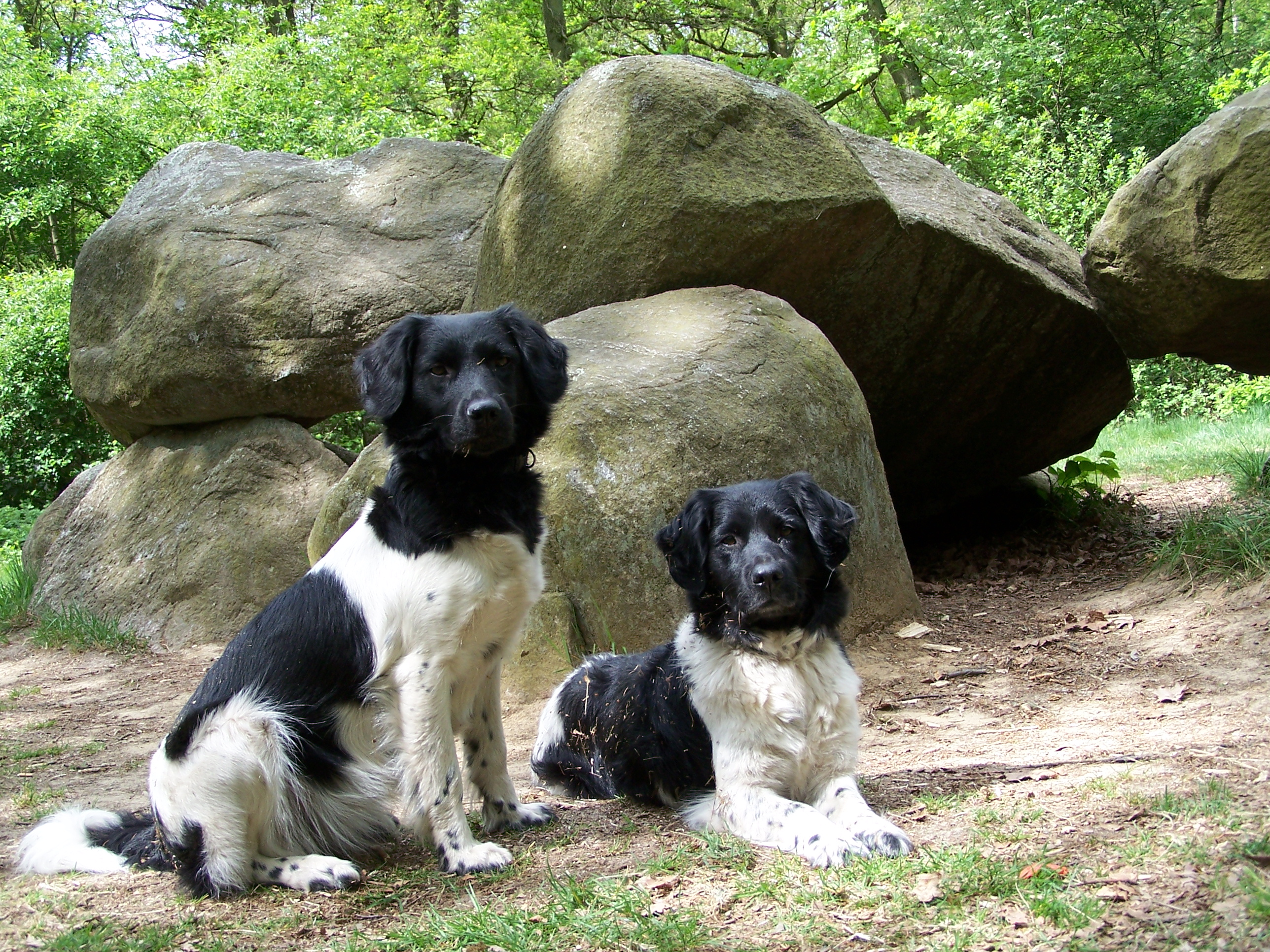
Dva Fríští ohaři

Oficiální zkratka používaná v Česku je STA a plemeno je zastřešováno Klubem chovatelů hrubosrstých a maďarských ohařů. Ve světě je toto plemeno vzácné a vyskytuje se hlavně v zemi svého původu, v Nizozemsku.

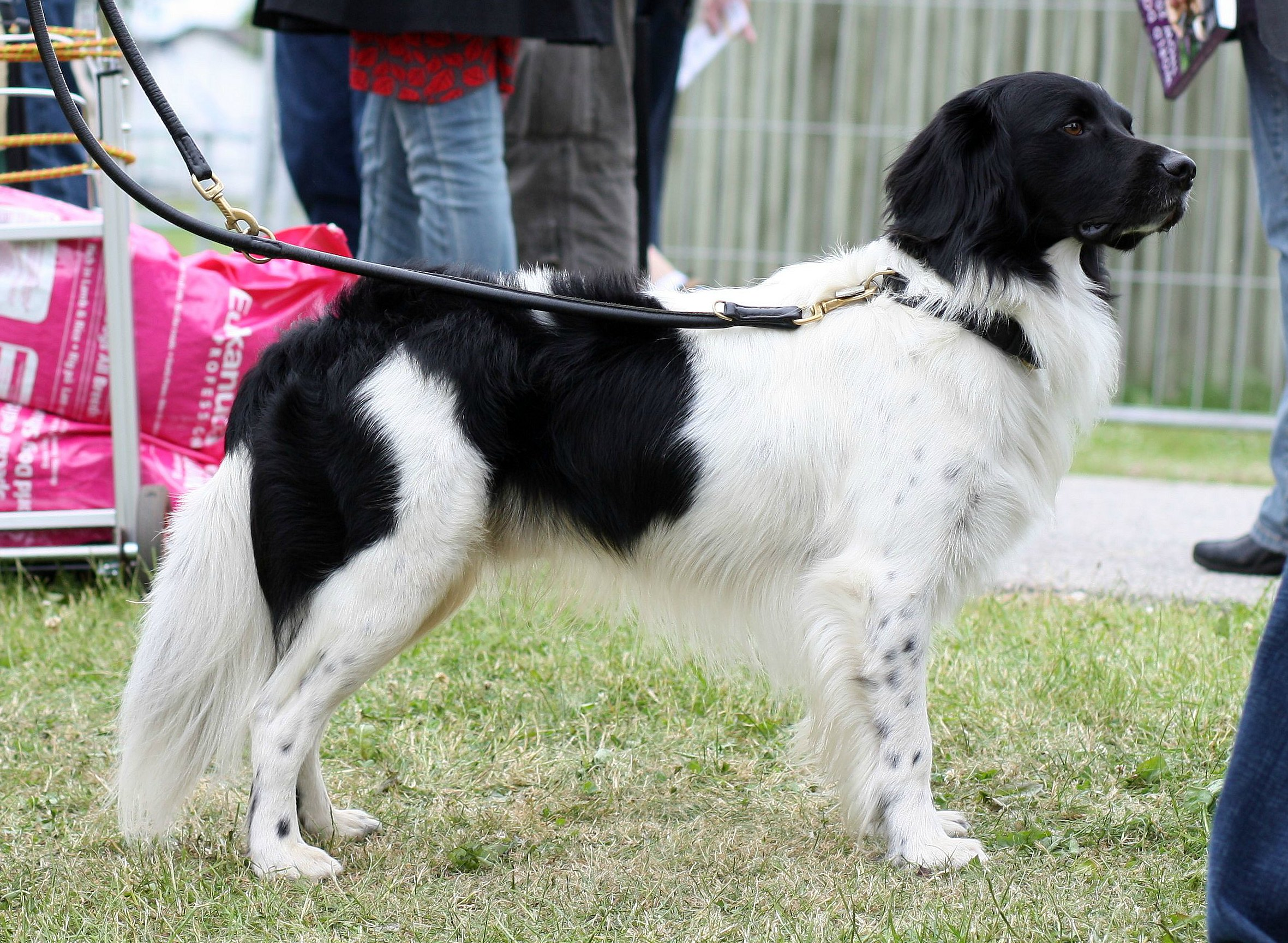
Dospělý pes

## Vzhled
Je to silný pes obdélníkového rámce spíše s jemnou konstrukcí. Hlava je suchá a dlouhá. Mozkovna je stejně dlouhá jako čenichová partie. Stop mírný. Pysky musí být přiléhavé, ne plandavé. Zuby jsou silné a mají pravidelný nůžkovitý skus. Oči jsou středně velké a kulaté, většinou tmavě hnědé. Uši jsou zasazené nízko a srst na nich tvoří krátké volánky. Hřbet rovný a dlouhý. Ocas je dlouhý a nasazený nízko a srst netvoří praporky.

### Možná záměna
Stabyhoun je zbarvením i velikostí podobný malému münsterlandskému ohaři. Zbarvením je podobný i jednomu ze svých předků – drentskému koroptváři.

## Povaha
Stabyhoun je milé, přátelské a citlivé psí plemeno. Je oddaný své rodině a chrání ji. Je hravý a aktivní. Také je inteligentní a rychle se učí, proto se dá dobře vycvičit a je vhodný i pro začínající chovatele. Je klidný a nereaguje agresivně. Rád aportuje z vody i na souši.
Děti má rád a dětské hry mu nevadí, proto je vhodným společníkem i pro ně. Stabyhoun není zvyklý spolupracovat s jinými psy ve smečce, ale umí si na ně zvyknout. Jiná zvířata snese v případě, že byl ve štěněcím věku s nimi seznámen.

## Péče
Srst stabyhouna je nutné často pročesávat a kartáčovat. Zacuchanou srst je nutné odstřihnout. Pokud srst vytváří na uších volánky, je nutné dbát na to, aby na nich nezůstávala voda nebo špína, což by mohlo způsobit zánět zevního zvukovodu, na který toto plemeno trpí. Potřebují důrazný výcvik i výchovu. Cvičí se dobře a rychle, proto jsou vhodní i pro začátečníky. Potřebují pohyb. Jsou pro něj vhodné veškeré typy pohybu, od běhání při kole až po psí sporty.